# Мудров, Матвей Яковлевич
Матве́й Я́ковлевич Мудро́в (23 марта (3 апреля) 1776, Вологда — 8 (20) июля 1831, Санкт-Петербург) — врач, ординарный профессор патологии и терапии Московского университета.

## Биография
Родился в семье бедного священника Якова Ивановича Мудрова Вологодского девичьего монастыря 23 марта (3 апреля) 1776 года. Был четвёртым сыном. В 1794 году после учёбы в Вологодской духовной семинарии был принят, по рекомендации Ф. Ф. Керестури, в старший (ректорский) класс университетской гимназии и в 1796 году был переведён на первый курс медицинского факультета Московского университета. Во время учёбы по рекомендации Ф. Г. Политковского был приглашён для лечения болевшей оспою 11-летней дочери Х. А. Чеботарёва — Софьи, на которой потом и женился.
В 1800 году окончил медицинский факультет университета с двумя золотыми медалями. До отъезда в 1802 году за границу, посещал Медико-хирургическую академию и работал врачом в Морском госпитале. За границей он слушал лекции в Берлинском университете у профессора Гуфеланда, в Гамбурге — у профессора Решлауба, в Геттингене — у Рихтера, в Вене Мудров изучал глазные болезни под руководством профессора Беера. Он также прожил четыре года в Париже, слушая лекции профессоров Порталя, Пинеля, Бойе и др. В 1802 году в Риге посвящён в ложе «Малого света».
За границей Матвей Яковлевич написал сочинение «De spontanea plaucentae solutione» («О самопроизвольном отхождении плаценты»), которое прислал в московский институт; в 1804 году он получил за него степень доктора медицины, а 2 августа 1805 года был назначен экстраординарным профессором университета. В 1807 году, при возвращении в Москву, Мудров был задержан по распоряжению правительства в Вильно, где заведовал отделением главного военного госпиталя и отличился удачным лечением кровавого поноса, которым страдала русская армия. Здесь им был написан по-французски и труд по вопросам военно-полевой хирургии: «Принципы военной патологии…».
В июне 1808 года Мудров вернулся в Москву и начал читать в Московском университете совершенно новый курс по военной медицине. В июле им была произнесена актовая речь «О пользе и предметах военной гигиены, или науки сохранять здоровье военнослужащих», которая оказалась настолько актуальной, что была напечатана и дважды переиздавалась (в 1813 и 1826 годах). С апреля 1809 года он — ординарный профессор патологии, терапии и клиники и директор Клинического института (вместо ушедшего по болезни Ф. Г. Политковского). Пожалован в надворные советники 2 ноября 1809 года. В 1812 году он выезжал вместе с ректором Геймом и профессорами Чеботарёвым, Страховым и Ромодановским и воспитанниками гимназии выезжал в Нижний Новгород. После освобождения Москвы от неприятеля он приложил много стараний при возобновлении анатомической аудитории и восстановлении медицинского факультета.
В день обновления медицинского факультета, 13 октября 1813 года, Мудров произнёс «Слово о благочестии и нравственных качествах гиппократова врача», в котором впервые в истории России на русском языке было оглашено учение Гиппократа (он первым перевёл «Гиппократа сборник» (лат. «Corpus Hippocraticum») на русский язык). Одновременно в 1813—1817 годах был ординарным профессором патологии, терапии и клиники в московском отделении Медико-хирургической академии, где открыл Клинический институт. Неоднократно его избирали деканом медицинского факультета (1812—1815, 1819—1820, 1825—1827 и 1828—1830 годах). 19 апреля 1820 г. высочайше пожалован в чин статского советника. Также усилиями Мудрова в Кремле была возобновлена церковь св. Иоанна Лествичника в колокольне Ивана Великого, освящённая в 1822 году. В 1828 году Мудров оставил пост директора Клинического института.
Мудров оказывал серьёзное нравственное влияние на студентов. Стремясь воплотить в своих учениках «идеал Гиппократова врача», Мудров призывал их быть сострадательными и милосердными, гуманно относиться к больным, при этом являя собой яркий пример для подражания. Всю деятельность Мудрова как врача пронизывала христианская идея помощи ближнему. В первой трети XIX века Мудров был самым популярным врачом-практиком в Москве — бесплатно лечил бедных больных, помогал им не только лекарствами, но и всем необходимым.
Состоял в масонских ложах: «Умирающий сфинкс», «Александра к тройственному спасению», «Ищущих манны», «Нептун», а в 1822 году организовал специальную медицинскую ложу «Гиппократ», в которой стал мастером стула.
В 1830 году Мудров назначен членом Центральной комиссии по борьбе с холерой. Умер от холеры в Петербурге. Похоронен на холерном кладбище Выборгской стороны. Могила не сохранилась; в 1913 году Г. А. Колосов нашёл на месте упразднённого в конце XIX века кладбища гранитную надгробную плиту.
В 1878 году в журнале «Русская старина» некто П. П. (возможно, Пётр Петрович Пекарский) описал расположение могилы Мудрова на кладбище: «Налево от входа под тремя вековыми елями» в ряду захоронений других известных людей — адмирала Г. А. Сарычева, инженер-генерала К. И. Оппермана, купца В. И. Пивоварова. В конце XIX века холерное кладбище упразднили, и в 1913 году историк медицины Г. А. Колосов (1875—1948) нашёл там одинокую гранитную плиту с полустёртой надписью: «Под сим камнем погребено тело раба Божия Матвея Яковлевича Мудрова, старшего члена Медицинского Совета центральной холерной комиссии, доктора, профессора и директора Клинического института Московского университета, действительного статского советника и разных орденов кавалера, окончившего земное поприще свое после долговременного служения человечеству на христианском подвиге подавления помощи зараженным холерой в Петербурге и падшего от оной жертвой своего усердия».

## Семья

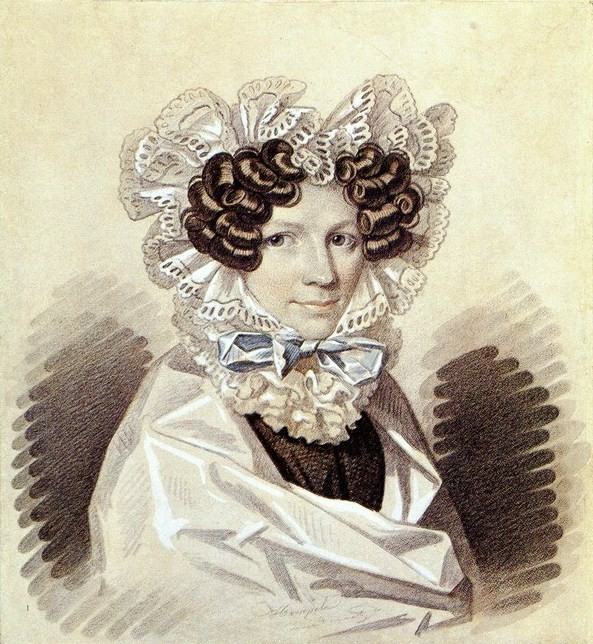
Софья Харитоновна на портрете К. Гампельна

Жена (с 1809 года) — Софья Харитоновна Мудрова (1786—10.08.1833), дочь профессора и ректора Московского университета Харитона Андреевича Чеботарёва от его брака с Софьей Ивановной Вилькинс. Получила прекрасное домашнее образование. Слушала первые публичные лекции профессора физика Страхова. По словам С. П. Жихарева, имела «ум серьезный и в двадцать лет, кроме древних языков, знала столько наук и знала так основательно, что впору было бы иному профессору: это был Паскаль в юбке. Зато уж и дурна собой она была очень». Жила с мужем в Москве собственном доме на Пресненских прудах. Скончалась от диареи в имении своего зятя в с. Чукавино Старицкого уезда Тверской губернии. Похоронена там же при Владимирской церкви. В браке родились:
- Надежда (1813— ум. в детстве)
- Софья (1815—1897), вышла замуж в 1831 году за Ивана Ермолаевича Великопольского и жила в его имении Чукавино. Там был найден экземпляр книги «Евгений Онегин», подаренный Н. О. Пушкиной Софье Матвеевне; её правнучка, Е. А. Чижова, подарила эту книгу В. С. Якуту, и ныне книга находится в музее А. С. Пушкина.
- Нил (21.04.1816[12]— ум. в детстве)
- Иван (01.09.1817[13]—08.05.1818)
- Сергей (26.05.1821[14]— ?)

## Память
- В Вологде имя Мудрова увековечено в названии небольшой улицы, на доме № 1 которой установлена мемориальная доска: «Эта улица носит имя нашего земляка, выдающегося деятеля отечественной науки, видного специалиста в области социальной гигиены и клинической медицины Мудрова Матвея Яковлевича». Доска открыта в 1976 году.
- Именем Матвея Яковлевича Мудрова назван передвижной консультативно-диагностический центр ОАО «РЖД».

## Работы Мудрова

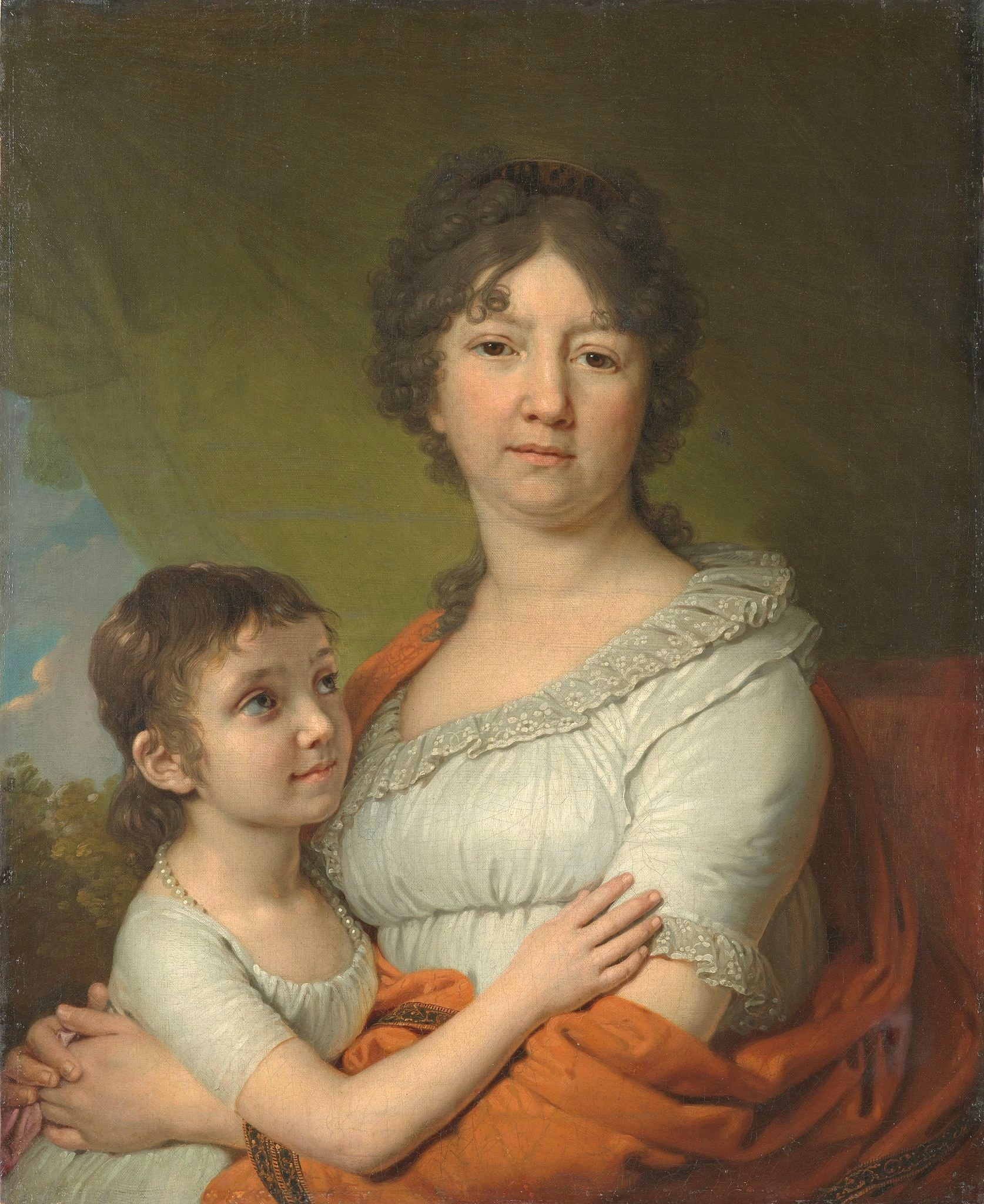
Мемуаристка Анна Лабзина провела в доме Мудрова последний период своей жизни. На портрете кисти Боровиковского она изображена с воспитанницей Софьей Алексеевной Мудровой (1797—1870), племянницей профессора

Мудрову принадлежат следующие работы:
- «Principes de la pathologie militaire concernant la guerison des plaies d’armes a feu et l’amputation des membres sur le champ de la bataille ou a la suite du traitement developpes aupres des lits der blesses» (Вильна, 1808).
- Слово о пользе и предметах военной Гигиены или науки сохранять здравие военнослужащих, в торжественном собрании Императорского Московского Университета, Июля 3 дня 1809 года, произнесённое медицины доктором… Матвеем Мудровым. — Москва: В Университетской Типографии, [1809]. — [2], 42 с.
- «Рассуждение о средствах, везде находящихся, которыми… должно помогать больному солдату», читанное в медико-физическом обществе в 1812 г.
- Слово о благочестии и нравственных качествах Гиппократова врача: на обновление в Императорском Московском университете медицинского факультета в торжественном его собрании 1813 года октября 13го дня / Произнесенное деканом врачебного отделения, надворным советником, ордена св. Владимира четвёртой степени кавалером, медицины доктором, патологии, терапии и клиники профессором п.о. в Императорском Московском университете и в Императорской Медико-хирургической академии, Клинического института и университетской больницы директором и разных российских и иностранных ученых обществ членом Матфием Мудровым. — Москва В Университетской типографии, 1814. — [2], 54 с., [1] л. портр., [2] л. ил.
- Слово О способе учить и учиться Медицине Практической или деятельному Врачебному Искусству при постелях больных, в Императорском Московском Университете при торжественном открытии и освящении новых институтов медицинского и клинического сентября 25 дня 1820 года, произнесенное Директором Клинического Института… Матфием Мудровым. — Москва: В Университетской Типографии, 1820. — [2], 51 с.
- О пользе и предметах военной гигиены или науки сохранять здравие военнослужащих / Соч. мед. д-ра… Матфия Мудрова при 3 изд., вновь пересмотр. — Москва: А. С. Ширяев, 1826. — 67 с.
- О пользе врачебной пропедевтики, то есть медицинской энциклопедии, методологии и библиографии: Нарочная лекция (ut viaticum) 3 окт. 1828 г. в Имп. Моск. ун-те студентам Врачебного отд-ния, данная деканом Матфием Мудровым. — Москва: Унив. тип., 1828. — [2], IV, 27 с.
- Краткое наставление как предохранить себя от болезни холеры, излечить её и останавливать распространение оной / [М. Мудров,… дир. Клин. ин-та при Имп. Моск. ун-те]. — [Владимир?, 1830]. — 8 с.
- Краткое наставление о холере и способ как предохранять себя от оной, как излечивать её и как останавливать распространение оной / [Соч.] Д-ра медицины дир. Клин. ин-та при Имп. Моск. Ун-те… Матфия Мудрова. — Новое доп. изд. — Москва: Унив. тип., 1831. — 23 с.
- лекция «Nosographia physiologica, ad leges et extispicia anatomiae generalis et pathologicae delineata» // Конспекты Отделения медицинских наук при Императорском Московском университете. — Москва: В Университетской типографии, 1828. — С. 22—66.

Оригинальный труд Мудрова заключается в собрании историй болезней всех больных, которых он лечил в течение 22-х лет. Это собрание состояло из 40 томов небольшого формата, куда Матвей Яковлевич заносил по особой системе все научные сведения о больном, о лекарствах, прописанных ему, и пр.
Мудров был доктором-практиком, придававшим большое значение наблюдению и натуре больных, следуя сочинению профессора виленского университета И. Франка — «Praxeos medicae universae praecepta», и только в 1820-х годах стал склоняться к системе доктора Ф. Бруссе. Мудров был известен своей набожностью («Студенческие воспоминания» Ляликова в «Рус. Арх.», 1875, № 11). В быту жил просто и почти аскетично.